# سیارک ۷۹۶

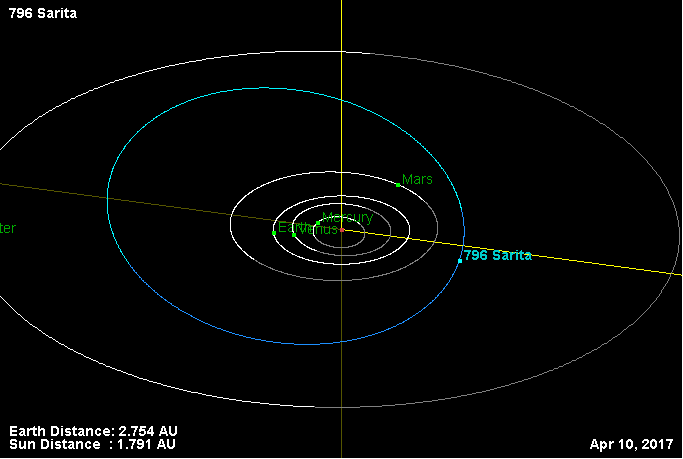
نمایی از محل قرارگیری سیارک ۷۹۶ در مدار – ۲۰۱۷

سیارک ۷۹۶ (به انگلیسی: 796 Sarita، نامگذاری:1914VH) هفتصد و نود و ششمین سیارک کشف شده‌است که در ۱۵ اکتبر ۱۹۱۴ و در هایدلبرگ کشف شد.
قدر مطلق سیارک برابر ۹٫۱۲ است.